# Ken’ichi Hashimoto
Ken’ichi Hashimoto (jap. 橋本 研一, Hashimoto Ken’ichi; * 16. April 1975 in der Präfektur Kanagawa) ist ein ehemaliger japanischer Fußballspieler.

## Karriere
Hashimoto erlernte das Fußballspielen in der Schulmannschaft der Toin Gakuen High School. Seinen ersten Vertrag unterschrieb er 1994 bei den Kashima Antlers. Der Verein spielte in der höchsten Liga des Landes, der J1 League. Mit dem Verein wurde er 1996 japanischer Meister. Für den Verein absolvierte er 27 Erstligaspiele. 1997 wechselte er zum Ligakonkurrenten Yokohama Marinos. Ende 1997 beendete er seine Karriere als Fußballspieler.

## Erfolge
Kashima Antlers
- J1 League

Meister: 1996